# Câu lạc bộ bóng đá Hà Bắc Hoa Hạ Hạnh Phúc
Câu lạc bộ bóng đá Hà Bắc Hoa Hạ Hạnh Phúc (tiếng Trung: 河北华夏幸福, bính âm:Héběi Huáxià Xìngfú) là một câu lạc bộ bóng đá có trụ sở tại Thạch Gia Trang, Hà Bắc, Trung Quốc. Đội bóng thi đấu trên sân vận động Dụ Đồng có sức chứa 37.000 chỗ và hiện đang thi đấu ở Giải bóng đá vô địch quốc gia Trung Quốc

## Lịch sử
Hà Bắc Hoa Hạ Hạnh Phúc đã được thành lập vào ngày 28 tháng năm 2010 bởi Liên đoàn Bóng đá Hà Bắc và Công ty Hà Bắc Trung Cơ. Đội bóng đăng ký thi đấu ở Giải bóng đá hạng nhì Trung Quốc, thạng thứ ba của hệ thống giải đấu bóng đá Trung Quốc. Đó là lý do để Hà Bắc Y Lâm Sơn Trang (tiếng Trung giản thể: 河北依林山庄) tài trợ cho các giải đấu mùa giải 2011. Họ không tiến vào Play-off sau khi kết thúc vị trí thứ 5 ở vòng bảng. Vào ngày 17 Tháng mười năm 2011, mối quan hệ hợp tác giữa Liên đoàn Bóng đá Hà Bắc và Công ty Hà Bắc Trung Cơ chấm dứt, câu lạc bộ đã hoàn toàn thuộc sở hữu của Công ty Hà Bắc Trung Cơ và các cầu thủ thuộc sở hữu của Liên đoàn Bóng đá Hà Bắc tách thành một đội bóng mới, Trẻ bóng đá Hà Bắc. Tại giải đấu mùa giải 2012, Hà Bắc Trung Cơ được coi là câu lạc bộ hot nhất trong quảng cáo. Họ kết thúc vị trí số 1 ở nhánh Bắc với 18 trận thắng, 5 trận hòa và chỉ 1 thất bại. Tuy nhiên, Hà Bắc Trung Cơ bị loại ngay tại vòng tứ kết của Play-off bởi trận hòa chung cuộc trước câu lạc bộ Hồ Bắc Hoa Khải Nhĩ 1-1. Năm 2015 Hà Bắc Trung Cơ thuộc quyền sở hữu của tập đoàn có giàu có China Fortune Land Development và đổi tên thành Hà Bắc Hoa Hạ Hạnh Phúc (Hebei China Fortune). Câu lạc bộ nhanh chóng chiêu mộ các cầu thủ tên tuổi, gây chấn động thế giới như Ezequiel Lavezzi, Gervinho...Năm 2016, Hà Bắc Hoa Hạ Hạnh Phúc thăng hạng lên chơi ở giải vô địch quốc gia Trung Quốc

## Vị trí thứ hạng
| Mùa giải        | 2011 | 2012 | 2013 | 2014 |
| --------------- | ---- | ---- | ---- | ---- |
| Vị trí giải đấu | 3    | 3    | 3    | 2    |
| Vị trí thứ hạng | 51   | 1    | 2    |      |

- ^1  ở nhánh Bắc

## Tên gọi
- 2011 Hà Bắc Y Lâm Sơn Trang
- 2012–2014 Hà Bắc Trung Cơ
- 2015-nay Hà Bắc Hoa Hạ Hạnh Phúc

## Đội hình hiện tại
Ghi chú: Quốc kỳ chỉ đội tuyển quốc gia được xác định rõ trong điều lệ tư cách FIFA. Các cầu thủ có thể giữ hơn một quốc tịch ngoài FIFA.
| Số | VT | Quốc gia   | Cầu thủ                    |
| -- | -- | ---------- | -------------------------- |
| 1  | CF | Argentina  | Ezequiel Lavezzi           |
| 2  | HV | Uruguay    | Andrés Fernández           |
| 3  | HV | Trung Quốc | Otkur Hasan                |
| 5  | HV | Trung Quốc | Vương Tường                |
| 7  | TĐ | Uruguay    | Andrés Márquez             |
| 8  | TV | Trung Quốc | Giả Hiểu Thâm (Đội trưởng) |
| 9  | TV | Trung Quốc | Chu Hải Uy                 |
| 10 | TĐ | Trung Quốc | Đỗ Văn Huy                 |
| 11 | TV | Trung Quốc | Trương Lợi Phong           |
| 12 | TM | Trung Quốc | Hàn Chấn                   |
| 13 | TĐ | Trung Quốc | Khổng Tường Vũ             |
| 14 | TĐ | Trung Quốc | Cao Vân Phi                |
| 16 | HV | Trung Quốc | Lý Hân                     |

| Số | VT | Quốc gia   | Cầu thủ          |
| -- | -- | ---------- | ---------------- |
| 18 | HV | Trung Quốc | Lô Dương         |
| 19 | TV | Trung Quốc | Uông Tuyền       |
| 21 | TV | Trung Quốc | Mục Ngọc Đàm     |
| 22 | HV | Trung Quốc | Cảnh Giá Khởi    |
| 23 | HV | Trung Quốc | Hứa Tiểu Long    |
| 24 | HV | Trung Quốc | Dương Văn Cát    |
| 25 | TV | Trung Quốc | Mã Đông Lương    |
| 27 | TV | Trung Quốc | Chương Cấn       |
| 29 | TĐ | Trung Quốc | Đổng Phương Trác |
| 30 | TM | Trung Quốc | Tô Duy Siêu      |
| 35 | TĐ | Trung Quốc | Dương Bảo Minh   |
| 37 | HV | Trung Quốc | Hào Sảng         |
| 39 | HV | Angola     | Givestin N'Suki  |